# Меріш
Меріш (рум. Meriș) — село у повіті Мехедінць в Румунії. Входить до складу комуни Броштень.
Село розташоване на відстані 249 км на захід від Бухареста, 29 км на північний схід від Дробета-Турну-Северина, 83 км на північний захід від Крайови.

## Населення
За даними перепису населення 2002 року у селі проживали 596 осіб, з них 595 осіб (99,8%) румунів. Рідною мовою 595 осіб (99,8%) назвали румунську.